# خطأ القطعة الأثرية
في العلوم الطبيعية ومعالجة الإشارات ، مصطلح القطعة الأثرية  هو أي خطأ في تمثيل المعلومات المقدمة بواسطة المعدات التقنية.
توجد المشكلة في العديد من الأشياء مثل خلل تقني في تمثيل الصورة مثل حيود الضوء عندما تصويره أو خلل في معالجة الشاشة أو خلل في المجهر وخلل في صورة الرنين المغناطيسي.

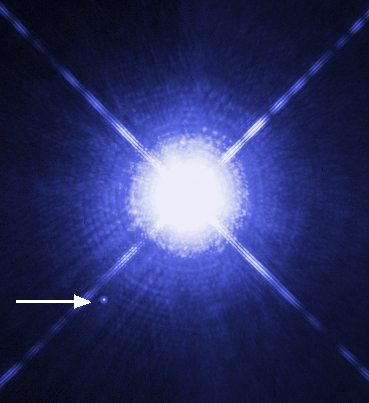
مثال على الحدود تم وضع سهم عليها

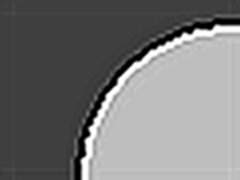